# Meg Randall
Meg Randall (* 1. August 1926 in Clinton, Oklahoma als Genevieve Roberts; † 20. Juli 2018) war eine US-amerikanische Schauspielerin. 

## Leben
Genevieve Roberts wurde als drittes von insgesamt fünf Kindern des Mechanikers Charles Patrick Roberts und der Lehrerin Winnie McMillin geboren. Sie wuchs in Seminole auf, wo sie mit ihrer Familie 1930 hingezogen war. 1941 zog die Familie erneut um, diesmal nach Muskogee, wo Roberts 1943 ihren Abschluss an der örtlichen High School machte. Anschließend studierte sie für ein Jahr an der University of Oklahoma.
Nachdem sie ihr Studium beendet hatte, zog Roberts nach Los Angeles, um eine Laufbahn als Filmschauspielerin zu beginnen. Sie engagierte hierfür eigens einen Talentagenten, der ihr Kontakte zu United Artists, Paramount Pictures und der Schauspielerin Mary Pickford verschaffte. Beide Studios boten Roberts Verträge an, die stattdessen jedoch ihre Karriere bei Metro-Goldwyn-Mayer begann. 1948 wechselte sie zu den Universal Studios und änderte ihren Namen zur gleichen Zeit in Meg Randall.
Meg Randalls spielte ihre erste Rolle 1947 noch unter ihrem bürgerlichen Namen in der Komödie Undercover Maisie. Eine ihrer bekanntesten Rollen hatte sie zwei Jahre später mit der Nebenfigur der Helen in dem Film noir Gewagtes Alibi an der Seite von Burt Lancaster und Yvonne De Carlo. Erneut im Genre des Film noirs spielte sie in Arnold Lavens B-Film Without Warning! (1952), in dem sie die weibliche Hauptrolle innehatte. In der Filmreihe über „Ma and Pa Kettle“ spielte sie in drei Filmen die Rolle der Kim Parker, wie auch viele ihrer anderen Rollen ein „Mädchen von nebenan“. In ihrer insgesamt 14 Jahre andauernden Karriere wirkte Randall in knapp 20 Filmen und Fernsehserien mit. 1961 beendete sie ihre Laufbahn mit einem Auftritt in der Krimiserie Surfside 6. 
Meg Randall starb im Juli 2018, zwölf Tage vor ihrem 92. Geburtstag.

## Filmografie (Auswahl)
- 1947: Undercover Maisie
- 1947: Stork Bites Man
- 1949: Ma and Pa Kettle
- 1949: The Life of Riley
- 1949: Gewagtes Alibi (Criss Cross)
- 1949: Abandoned
- 1950: Ma and Pa Kettle Go to Town
- 1951: Ma and Pa Kettle Back on the Farm
- 1952: Achtung! Blondinengangster (Without Warning!)
- 1955: Streifenwagen 2150 (Highway Patrol; Fernsehserie, eine Folge)
- 1957: Chain of Evidence
- 1957: Last of the Badmen
- 1961: Surfside 6 (Fernsehserie, eine Folge)